# Front de libération du Québec
Front de libération du Québec (FLQ; Dansk: Québec Befrielses Front) var en venstreorienterede nationalistisk og socialistisk paramilitær oprørsgruppe i Québec i Canada, der var aktiv mellem 1963 og 1970. Gruppen betrages som en terrororganisation på grund af sin voldelige aktioner. Gruppen var ansvarlig for 160 voldelige episoder og 8 dræbte i sin levetid, gruppen gennemførte blandt andet angreb mod regeringsbygninger, bombeattentater og mord.
I oktober 1970 kidnapper FLQ James Cross og myrder Pierre Laporte. Hermed opstår Quebec's Oktoberkrise.